# Никола Петин
Никола Петин  (19. децембар 1919 - 23. септембар 2004) био је српски композитор, публициста и педагог.

## Живот и стваралаштво
Никола Петин је рођен и одрастао у вароши Краснодар у некадашњем СССРу.
Његов отац Николај Ксенофонтович је био официр и учитељ, 1922. године се сели са породицом на простор тадашње Југославије. Никола гимназију завршава у месту Бела Црква, затим  уписује историју уметности на Филозофском факлутету универзитета у Београду, и тек 1940. уписује студије композиције и дириговања на Музичкој Академији. Професори су му били Милоје Милојевић и Јосип Словенски.  Због рата који је избио, дипломирао је 1948. а 1949. почиње да предаје теорију у срењој музичкој школи у Новом Саду. Као композитора усавршавала га је Нађа Буланжа у Паризу 1959.
Године 1975. постаје ванредни, а 1980. редовни професор на Академији Уметности, на катедри за хармонију и контрапункт. 
Пензионисан је у децембру 1989.
Написао је и циклус песама „За децу и о деци”, бавио се и сценском музиком и потписао музику за радио-адаптацију „Открића” Добрице Ћосића. Аутор је балада за фагот и клавир, кантата, концерта за гудачки оркестар оп. 56, клавирских композиција, као и Барокних свита за обоу, енглески рог, гудачки оркестар и фагот.
Преминуо је 23. септембра 2004. године у Новом Саду, у 84. години.

## Дела
- Symphonia brevis (1958),
- Велика поема за симфонијски оркестар и мешовити хор „Трнава 1941”
- Вокално-инструментални циклуси „Човек и брег” и „Сунце у кругу”
- Три симфонијска портрета (Хамлет, Офелија и Полоније)(1956)
- Симфонијска поема са хором „Трнава 1941“ (1961)
- Похвала светом Симеону (1996)

## Награде
- Награда Југословенске радио-телевизије
- две награде „Јосиф Маринковић” 1971. и 1974.
- Октобарска награда града Новог Сада 1977.
- Почасна дипломе M. B. B. C.  Cambridge (1977)
- Повеља Удружења музичких педагога Србије (1979)
- Златна значка Културно-просветне заједнице Србије (1982)
- Медаља Алберт Ајнштајн 1990. од стране Међународне академске фондације из САД, од које му је уручен и почасни доктотрат.